# Tenhya
Tenhya este o comună rurală din departamentul Tanout, regiunea Zinder, Niger, cu o populație de 15.122 de locuitori (2001).